# Adrian Robertson
Adrian Robertson (ur. 9 września 1974) – australijski judoka. Olimpijczyk z Sydney 2000, gdzie odpadł w eliminacjach w wadze ekstralekkiej.
Startował w Pucharze Świata w 2000. Zdobył trzy medale na mistrzostwach Oceanii w latach 1998 - 2002. Wicemistrz Australii w 1993, 1994, 1998 i 2001 roku.

## Letnie Igrzyska Olimpijskie 2000
| Konkurencja | Eliminacje          | Klas. końcowa |
| Konkurencja | Przeciwnik I        | Miejsce       |
| ----------- | ------------------- | ------------- |
| 60 kg       | Makrem Ayed (TUN) P | 1 runda.      |